# Namsan toranj
N Seoul Tower ( Korejski: N서울타워), zvanično YTN Seoul Tower i obično poznat kao Namsan Tower ili Seoul Tower je komunikacijski i osmatrački toranj smešten na planini Namsan u centralnom Seulu u Južnoj Koreji. Toranj je visok 236 metara i predstavlja drugu najvišu tačku u Seulu. Izgrađen je 1971. godine i trenutno emituje signale za korejske medije, poput KBS, SBS i MBC.

## Istorija
Sa gradnjom se počelo 1969. i toranj je dovršen 3. Decembra 1971, mada unutrašnjost objekta u to vreme nije bila nameštena, po ceni od oko 2,5 miliona USD. Treći sprat osmatračnice, muzej, otvorena dvorana i suvenirnica završeni su u Avgustu 1975. godine. Toranj je za javnost zvanično otvoren 1980. 
Visina tornja kreće se od 236.7 m od podnožja do 479.9 m nadmorske visine. Naziv Seoul Tower je promenjen u N Seoul Tower 2005. godine , a "N"  označava "novo", "Namsan" i "priroda" ( Engleski: nature). Otprilike 15 milijardi KRW (korejski novac) je potrošeno na obnovu i preuređivanje tornja. 

## Spratovi
N Seoul Tower je podeljen na tri dela, uključujući N Lobby, N Plaza i N Tower. 

### Lobi
Plaza P0/B1 (Lobby): Sadrži ulaz u osmatračnicu, recepciju, muzej (Alive museum), dečije pozorište, kafić i sobu za dojenje. Ovde se takođe nalaze N Gift prodavnica suvenira i N Sweetbar restoran.

### Plaza
Plaza: N Plaza ima dva sprata. Na prvom se nalaze biletarnica, N Terrace (travnata terasa), suvenirnica i kiosk brze hrane. Na drugom spratu se nalaze italijanski restoran The Place Dining i krovna terasa na kojoj se mogu naći katanci ljubavi. 

### Tower
N Tower ima četiri sprata: 1, 2, 3 i 5. (većina zgrada u Koreji nemaju 4. sprat zato što zvuči kao reč "smrt").  Postoje četiri osmatračnice (četvrta osmatračnica se okreće svakih 48 minuta), kao i prodavnice suvenira i dva restorana. Većina grada se može videti sa vrha tornja.
Tower T1: Sadrži korejski restoran "Hancook".
Tower T2: Sadrži analognu osmatračnicu, bunar želja, Sky Restroom kupatilo Sky Coffee kafić i foto studio.
Tower T3: Sadrži digitalnu osmatračnicu sa panoramskim pogledom od 360° koji prikazuje istoriju Koreje kroz 32 LCD ekrana, digitalni teleskop i suvenirnicu.
Tower T5: Sadrži restoran koji se okreće.

## Atrakcije

### Osvetljenje tornja
Koreja ima velike probleme sa zagađenjem vazduha zbog tzv. fine prašine (yellow dust) i osvetljenje tornja im pomaže da znaju koliko je visoko zagađenje tog dana. Toranj je osvetljen plavom bojom od zalaska sunca do 23:00 (22:00 zimi) danima kada je zagađenje vazduha manje od 45. Ukoliko je zagađenje veliko toranj svetli crveno, a ukoliko je osvetljen zelenom bojom to znači da je najbolje tog dana nositi maske. 

### Ljubavni katanci
"Locks of Love" je popularna lokacija na kojoj parovi, prijatelji, porodice idu da okače svojeljubavne katance koji simbolišu večnu ljubav. Ovo mesto je mnogo puta bilo prikazano na korejskoj televiziji, u serijama i filmovima. Mnogo turista kaže da im je ovo omiljeno mesto u Seulu.

### Drugi događaji i atrakcije
2008. godine otvoren je Teddy Bear Museum, sa jelkom napravljenom od 300 plišanih medveda, visokom 7 metara. 

## Spoljašnje veze
- Official Website(na jeziku: engleski)